# 格里斯湖 (巴伐利亞)
47°59′10″N 12°26′33″E / 47.98611°N 12.44250°E

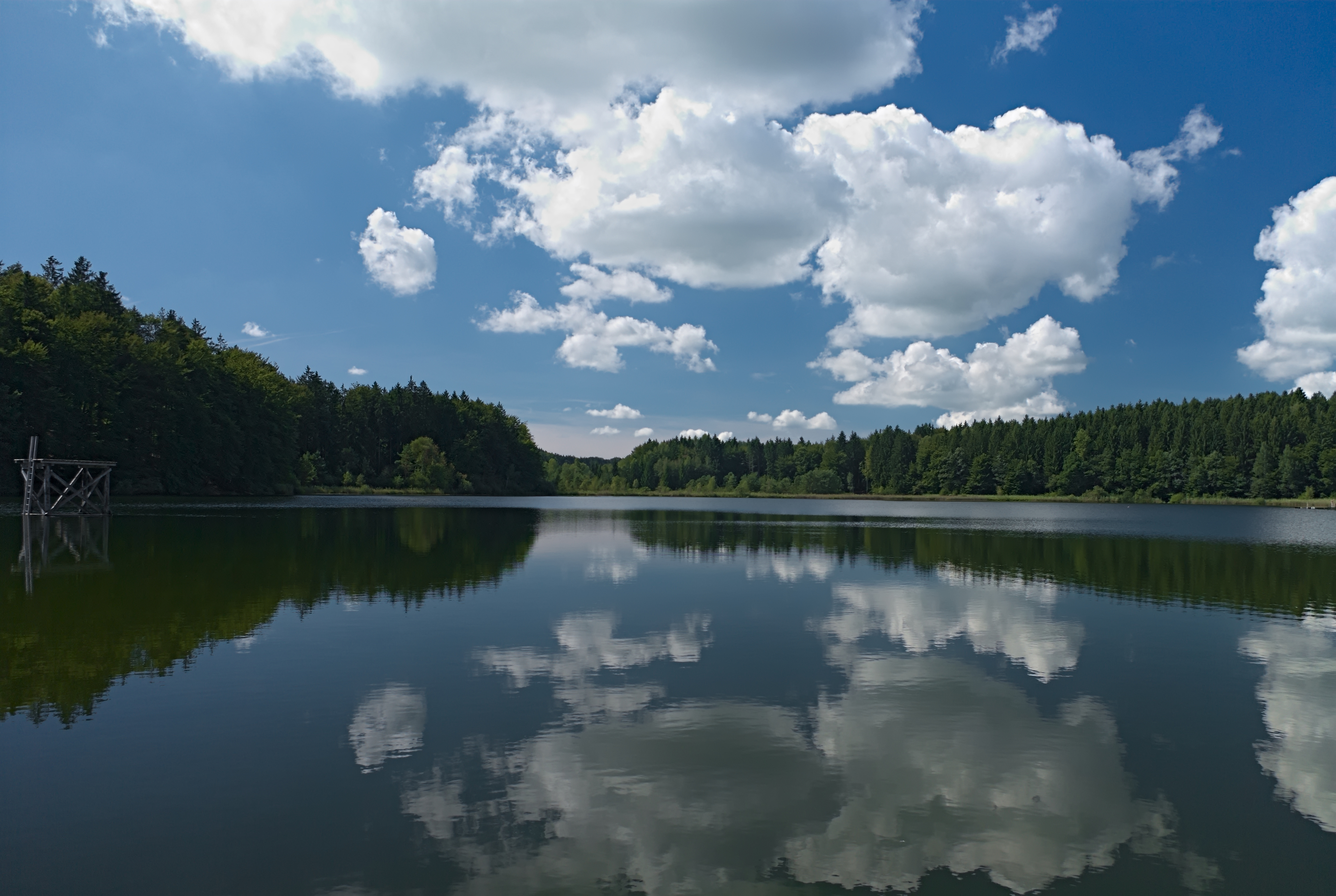

格里斯湖（德語：Griessee），是德國的湖泊，位於該國東南部，由巴伐利亞州負責管轄，處於奧賓，長0.5公里、寬0.2公里，面積0.09平方公里，海拔高度533米，平均水深5米，最大水深12米，水體容量42.9萬立方米，湖岸線長度1.4公里。